# 三沢村 (神奈川県)
三沢村（みさわむら）は、かつて神奈川県津久井郡にあった村である。現在は相模原市緑区の一部である。

## 地理
- 川：相模川

## 歴史

### 村名の由来
旧村名の三井、中沢からの合成地名。

### 沿革
- 1889年（明治22年）3月31日 - 中沢村（上中沢村、下中沢村）、三井村が合併して発足。
- 1889年（明治22年）4月1日 - 町村制施行。
- 1955年（昭和30年）4月1日 - 以下の変更により三沢村廃止。
  - 大字三井が中野町・串川村・鳥屋村・青野原村・青根村と合併して津久井町が発足。
  - 大字中沢が川尻村・湘南村と合併して城山町が発足。

三沢村廃止後
- 2006年（平成18年）3月20日 - 津久井町が相模原市に編入。
- 2007年（平成19年）3月11日 - 城山町が相模原市に編入。
- 2010年（平成22年）4月1日 - 相模原市が政令指定都市へ移行。当地域は緑区に属する。

## 現在の町名
相模原市緑区
- 住居表示実施区域 - 城山（一部）
- 住居表示未実施 - 大字三井、大字中沢